# Iglesia de la Divina Pastora (Jerez de la Frontera)
La iglesia de la Divina Pastora es un convento católico situado en Jerez de la Frontera (Andalucía, España). Habitaban en él los padres capuchinos, que ha dado lugar a que el convento se conozca popularmente como "Convento de Capuchinos".

## Valor artístico
Aunque los capuchinos llegaron a Jerez 1661, el actual convento de reciente construcción, en el siglo XX

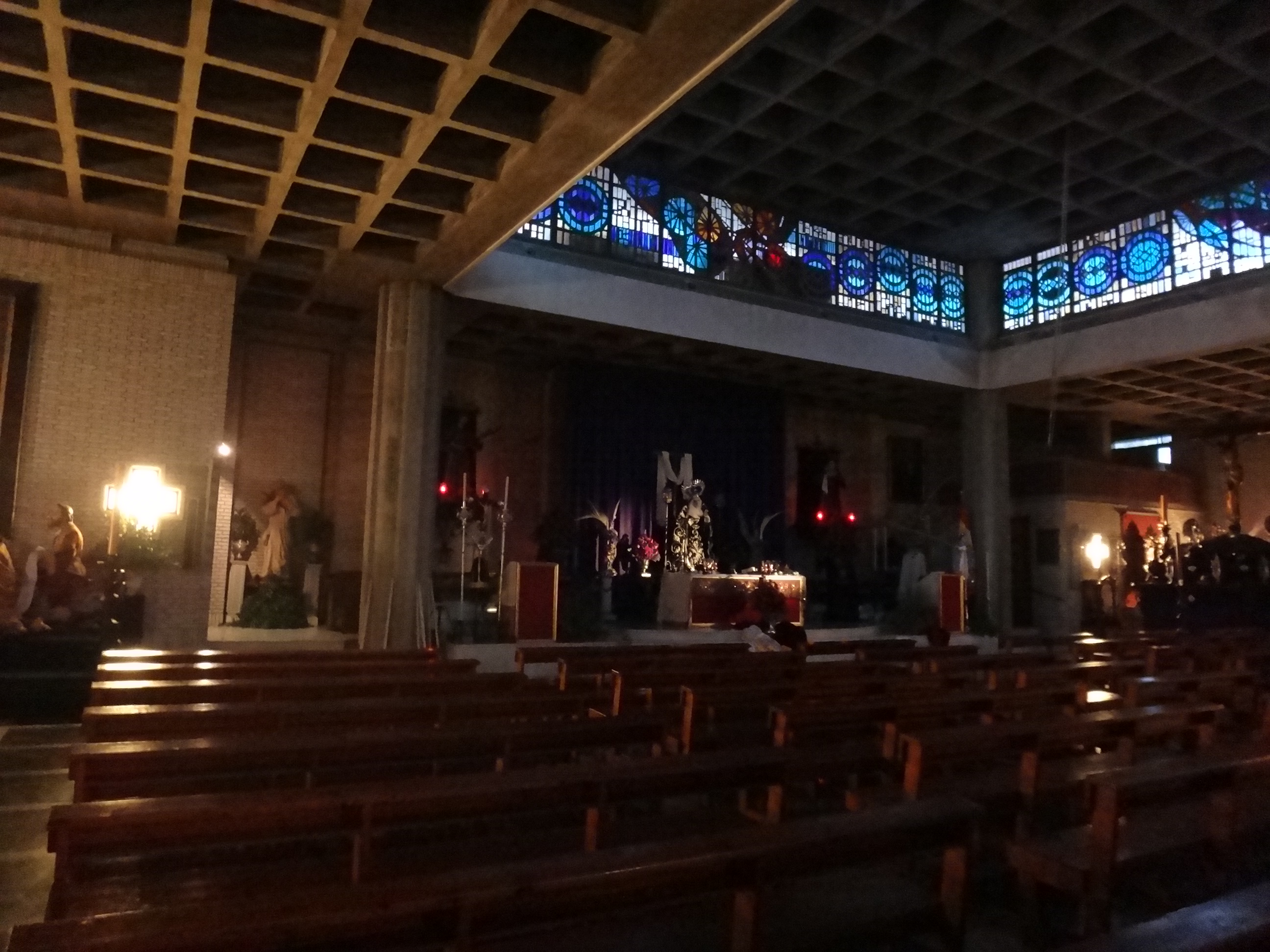
Interior

## Hermandades
El Convento tiene una gran relación con las dos hermandades de Semana Santa que aloja: la Hermandad de la Defensión y la Sagrada Mortaja